# Винклер, Карл Вильгельм
Карл Вильгельм Винклер (16 апреля 1813 — 3 [15] сентября 1861) — русский архитектор, академик архитектуры Императорской Академии художеств.

## Биография
Родился 4 (16) апреля 1813 года. С 1823 года учился в Главном немецком училище. В 1835 году аттестован Императорской Академией художеств на звание неклассного художника. В 1846 году получил звание «назначенного в академики» и позднее получил звание академика.
Жил и работал в Петербурге и Дерпте (1837–1839), архитектор Дерптского университета (1844—1850). 
Умер 3 (15) сентября 1861 года. Похоронен в Петербурге на Смоленском лютеранском кладбище.

### Проекты и постройки

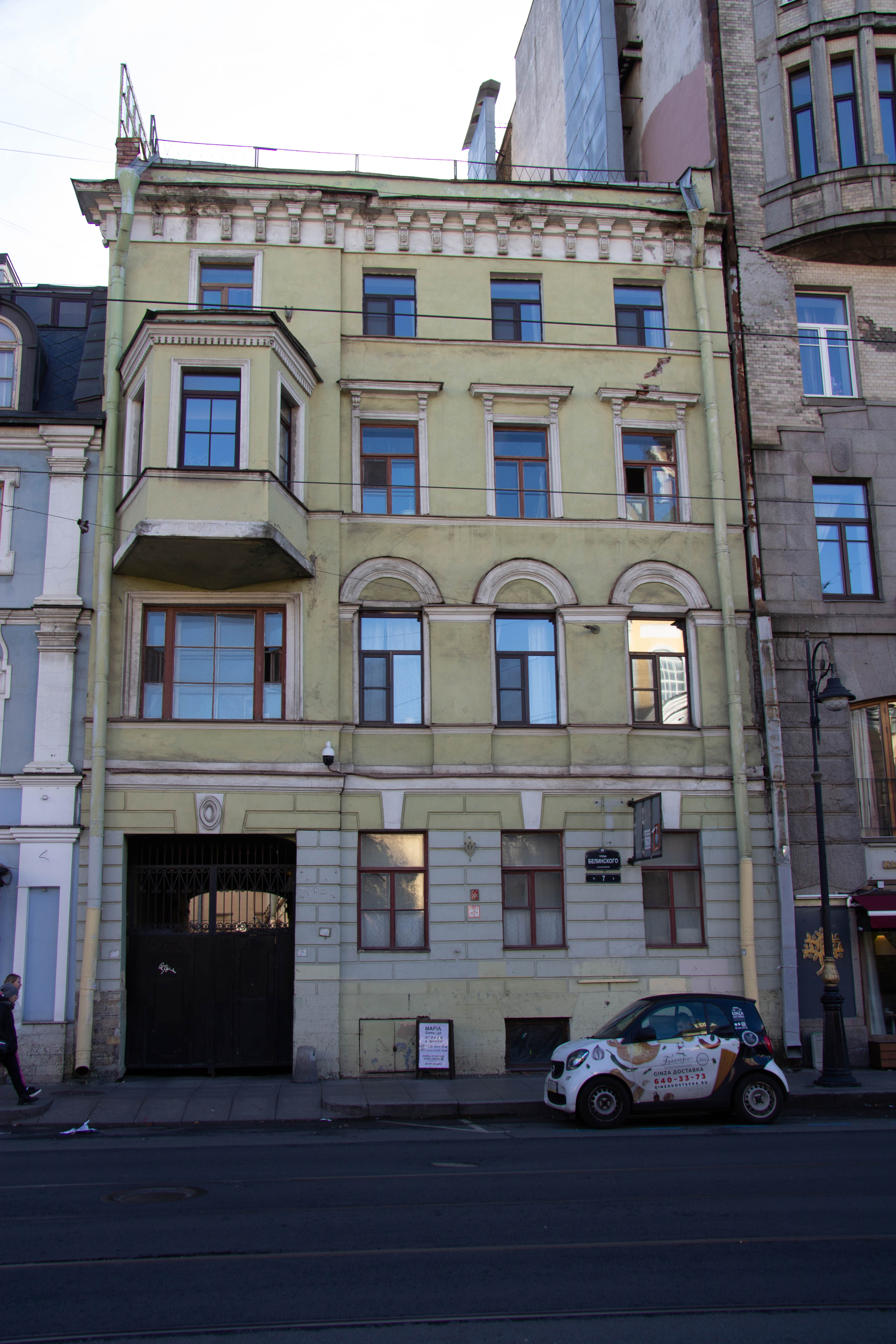
Дом М. Кузина. Улица Белинского, 7 (1839)

### Санкт-Петербург
- Дом купца В. Л. Лукина. Гороховая улица, 21 (1834)[4];
- Доходный дом Г. Кознакова. Разъезжая улица, 7 (1836; перестроен)[3][5];
- Дом М. Кузина. Улица Белинского, 7 (1839)[3][6];
- Доходный дом. Садовая улица, 86 (1839; перестроен)[7][8];
- Британо-Американская церковь Иисуса Христа. Улица Якубовича, 16 (1839—1840; расширена)[7][9];
- Доходный дом Е. Н. Зуевой. Садовая улица, 116 (1840)[7][10];
- Доходный дом О. Головкиной (включён существовавший дом). Улица Достоевского, 28 — Разъезжая улица, 24 (1840)[7][11][12];
- Доходный дом. Проспект Римского-Корсакова, 79-81 — Дровяной переулок, 9, левая часть (1840—1841)[7][13];
- Доходный дом (перестройка). Набережная канала Грибоедова, 44 — Спасский переулок, 2 (1852, совместно с К. А. Скаржинским)[7][14];
- Доходный дом. 2-я Красноармейская улица, 10 (1856; перестроен)[7][15];
- Доходный дом. 2-я Красноармейская улица, 9 — улица Егорова, 3 (1859; надстроен)[7][16];
- Доходный дом. 5-я Красноармейская улица, 11 — улица Егорова, 13 (1859)[7][17].